# Ausztráliai araukária
Az ausztráliai araukária (Araucaria bidwillii) a tűlevelűek (Pinopsida) osztályába sorolt fenyőalakúak (Pinales) rendjében, az araukáriafélék (Araucariaceae) családjában a névadó araukária (Araucaria) nemzetség egyik faja.

## Származása, elterjedése
Az ausztráliai Queenslandből terjedt el; a meleg mérsékelt övben parkokba és díszkertekbe ültetik.

## Megjelenése, felépítése
Egyenes törzsű, legfeljebb 50 m magas, fenyőszerű fa kúpos, fent többnyire lekerekített koronával. Ritkás örvökben növő ágainak többsége csaknem vízszintes. Az ágak sokáig kopaszak, csak a végükön fejlődnek tűlevelek, viszont sok tűleveles oldaláguk van.
Kb. 8 mm széles levelei a 4-5 cm hosszt is elérhetik. Széles tű alakúak, kemények és hegyesek; átellenesen álló párokban nőnek. A fiatal növényeken és tobozos ágakon a levelek kisebbek.
A porzós tobozvirágzatok karcsúak, 10-20 centiméter hosszúak, virágzás után lehullanak, a termősek tojásdadok, kisebbek, majd nagy, termésszerű tobozokká fejlődnek, bár ezek nem valódi termések, hanem sok, tömötten záródó, elfásodott termőpikkelyből állnak. A rövid pikkelyek csúcsa felfelé néz. A termésszerű toboz tojásdad, legfeljebb 30 centiméter hosszú és 5 kg. A magok legfeljebb 5 cm hosszúak lehetnek.

## Életmódja, termőhelye
Kétlaki örökzöld.

## Felhasználása
Fő jelentősége, hogy dísznövénynek ültetik.
Magját az ausztrál bennszülöttek nyersen és pirítva is szívesen eszik. A fa használati joga apáról fiúra öröklődik.

## Képek

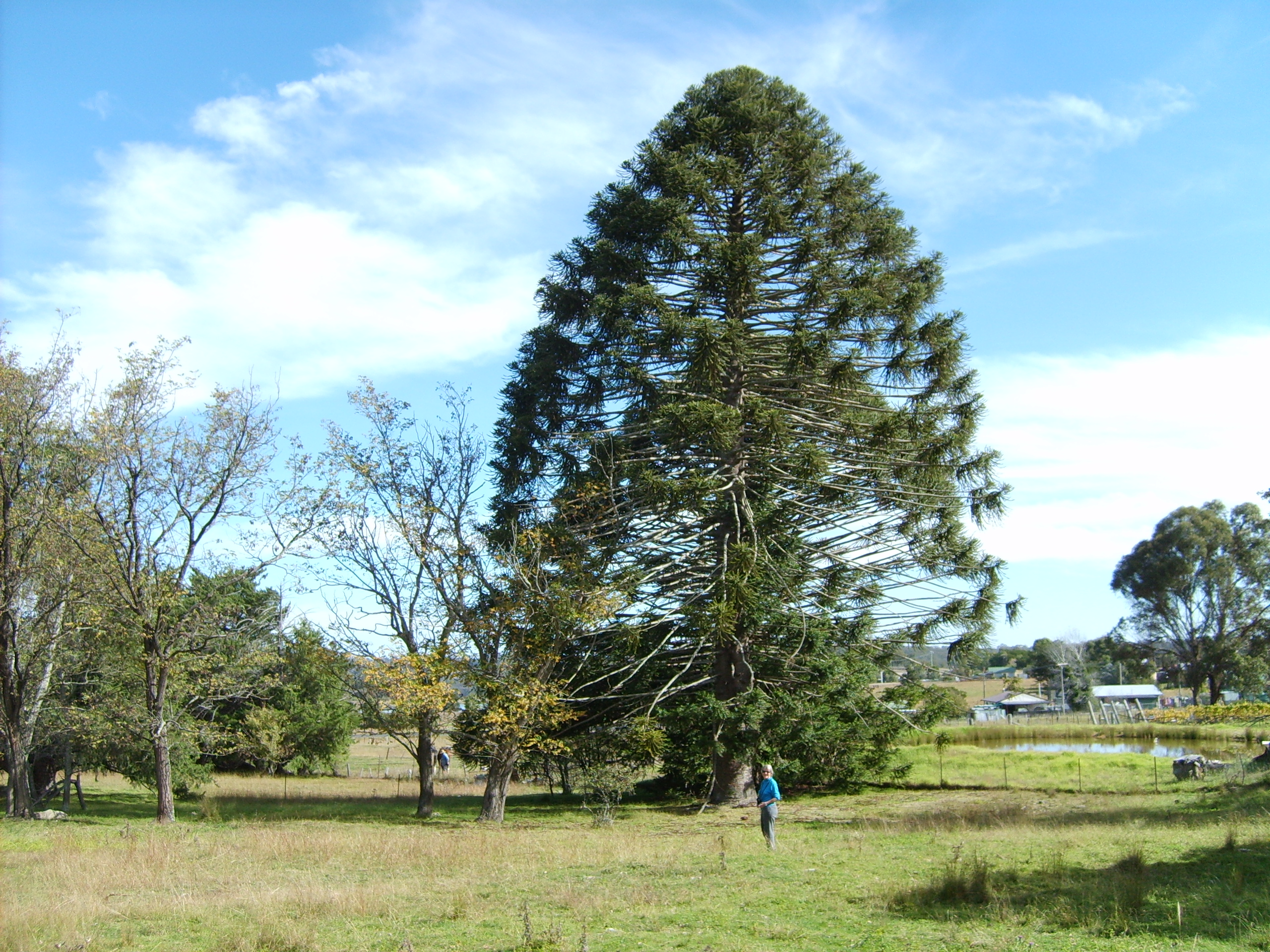
A növény
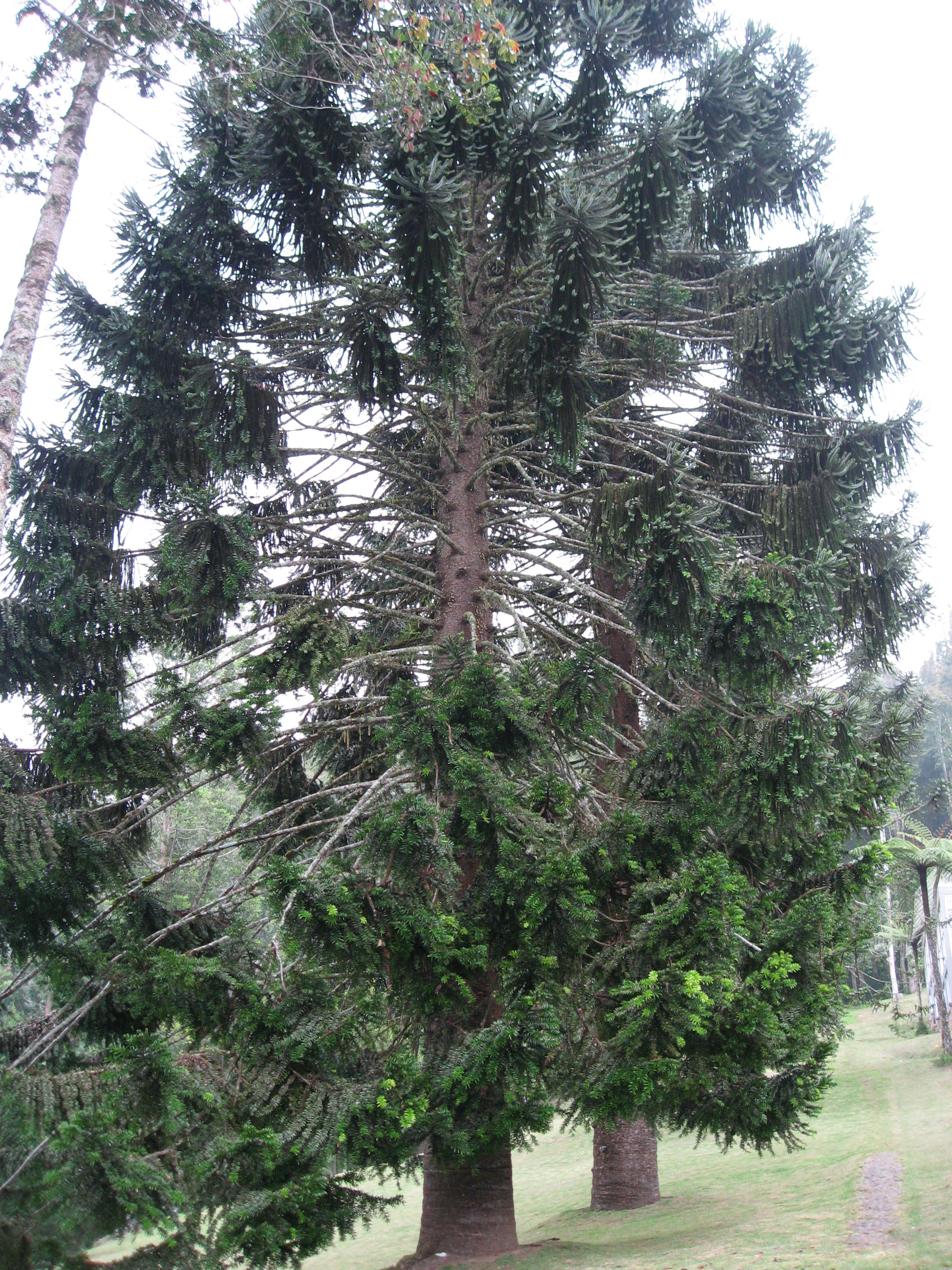
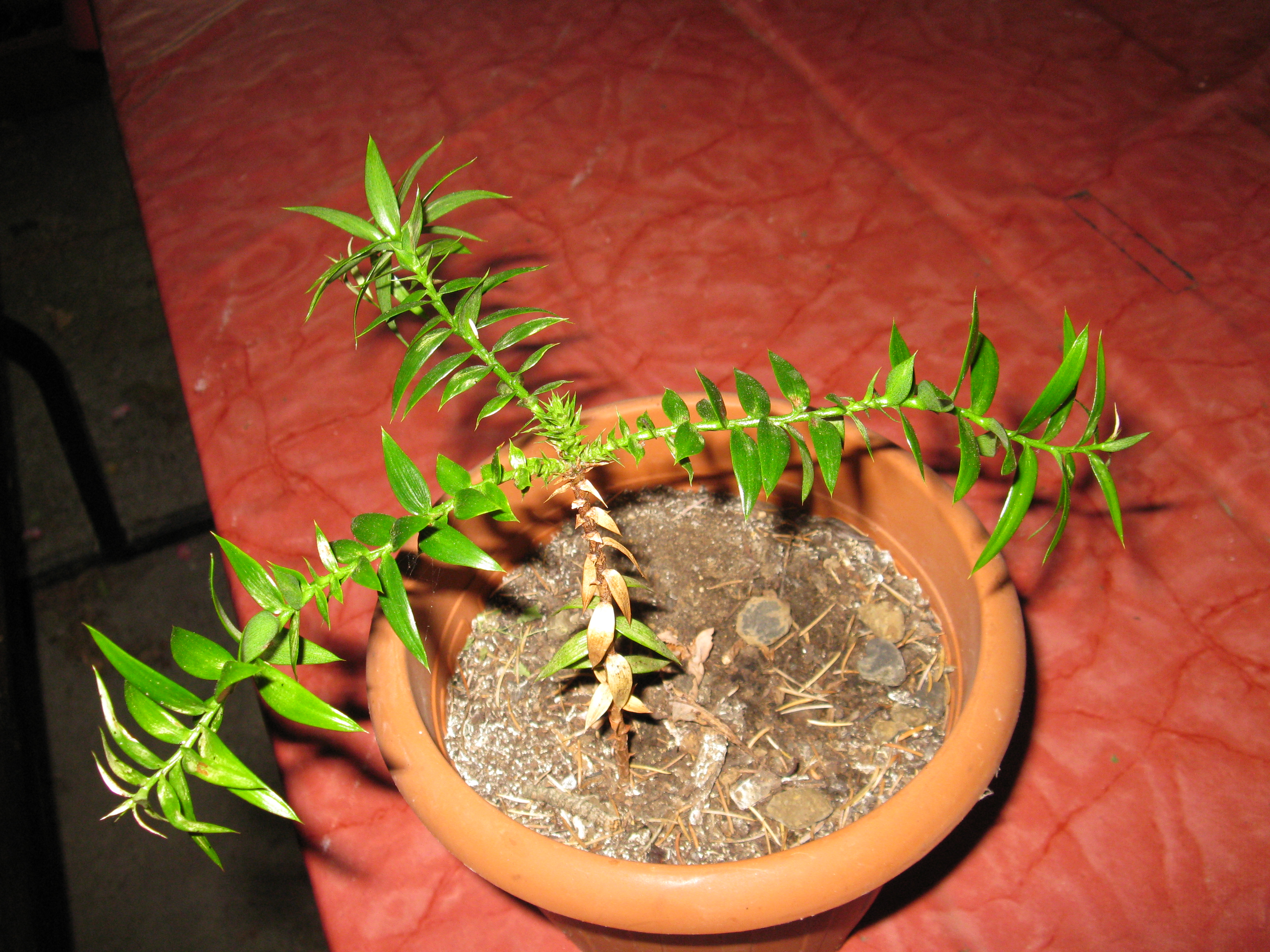
Fiatal példány
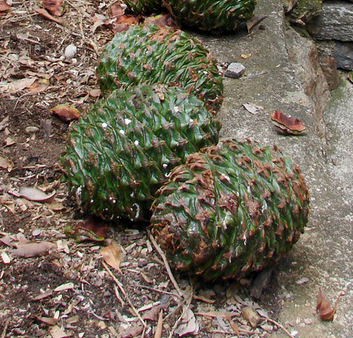
Tobozai
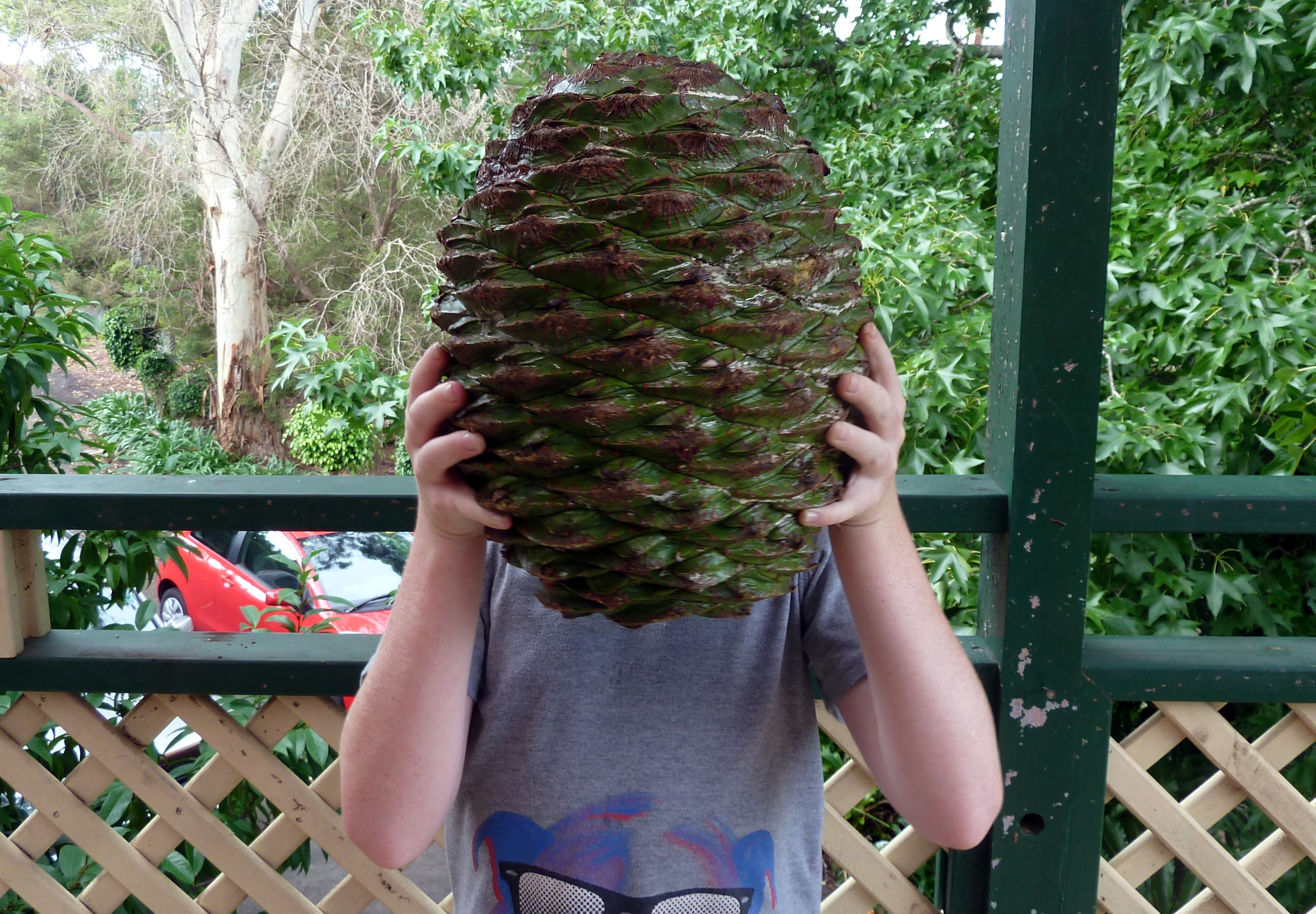
A toboz egy emberhez viszonyítva
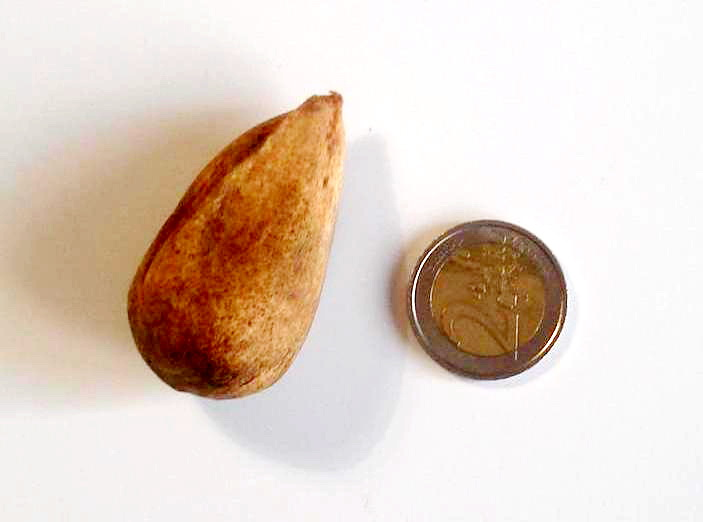
Magja
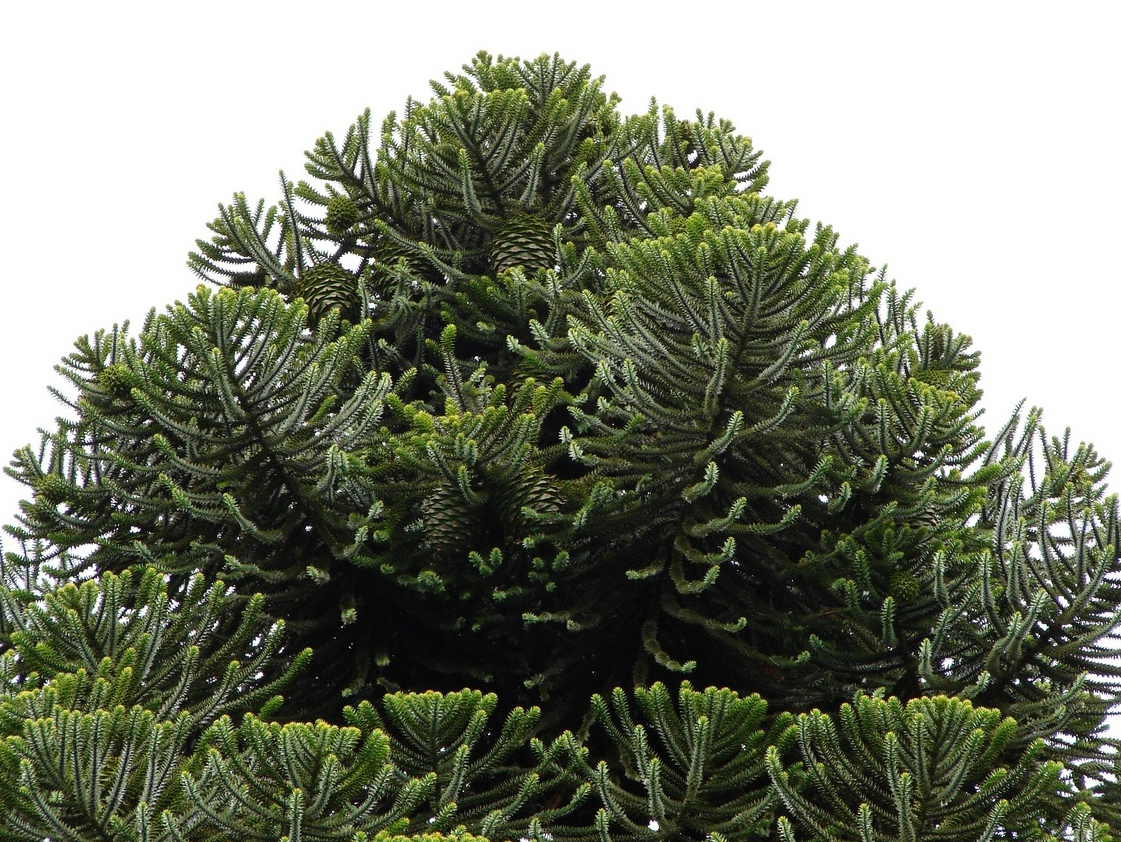
Koronája közelről
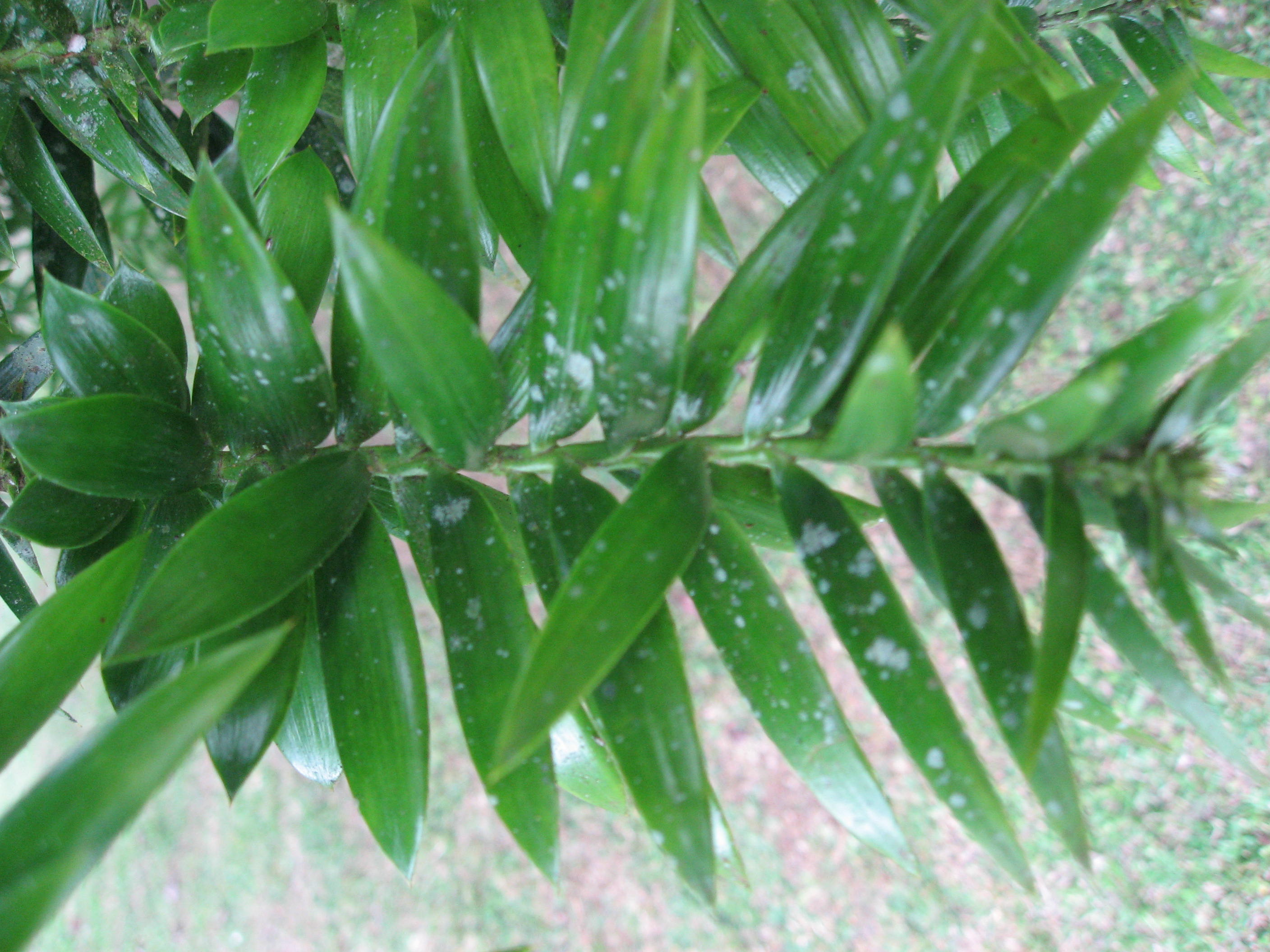
Levelei
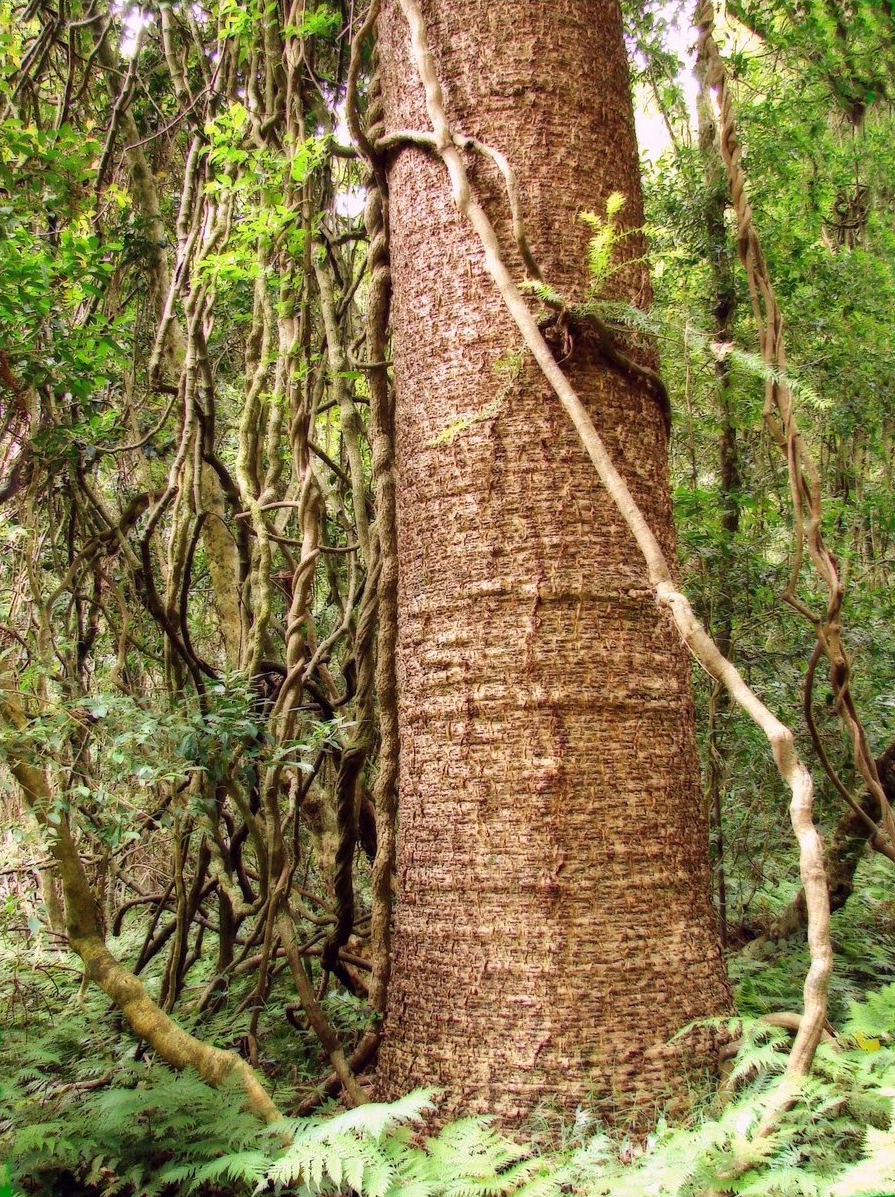
Törzse
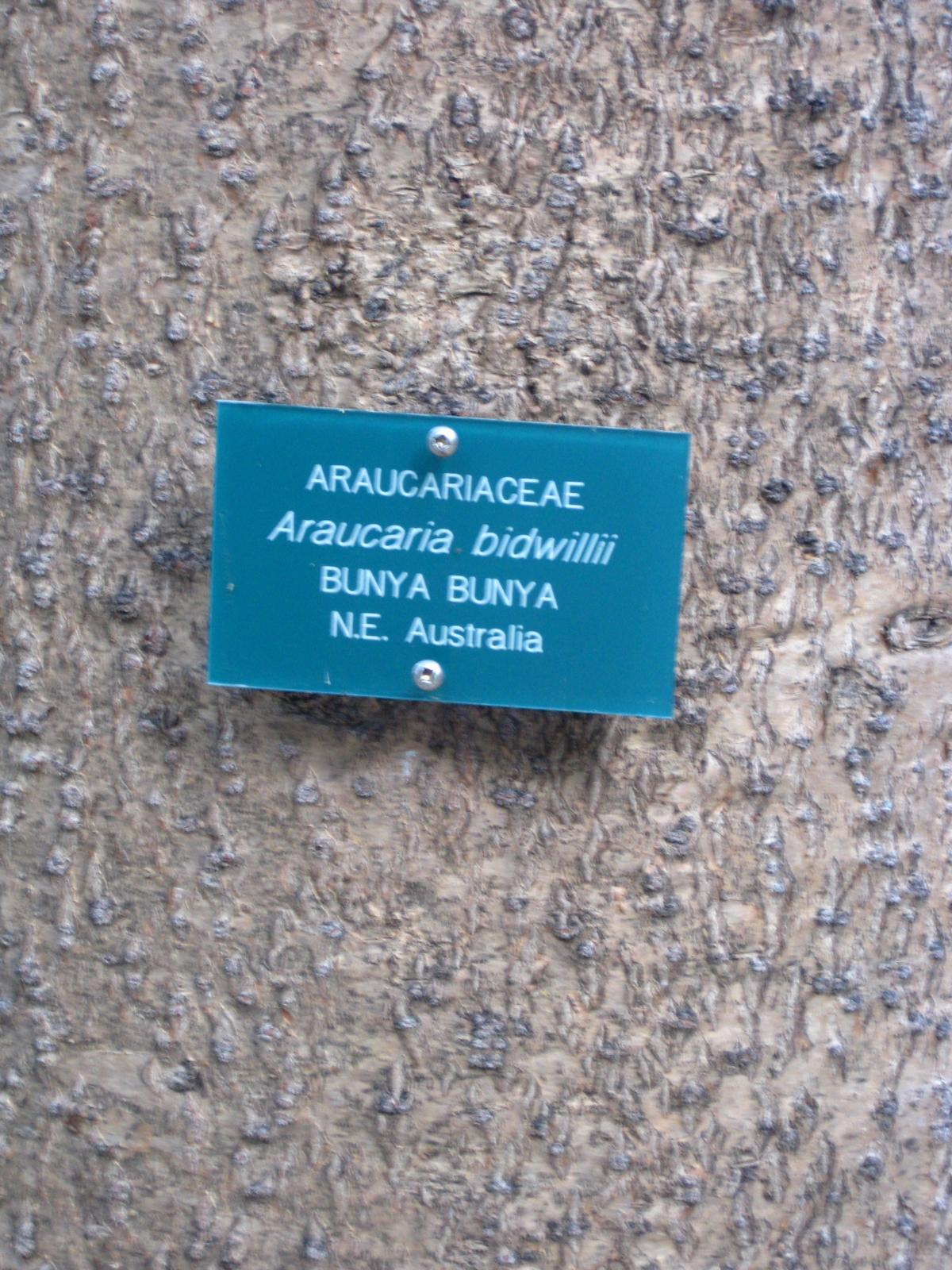
Kérge